# リスト (不動産)
リスト株式会社（List Co., Ltd.）は、横浜市中区にある不動産会社である。新築マンションや一戸建ての分譲・不動産仲介・賃貸等を行う。
ブランド名は、新築マンションで「リストレジデンス」・新築一戸建で「リストガーデン」。子会社のリストマネジメント株式会社により、上大岡駅前のショッピングセンターミオカ・ミオカリスト館（旧・三越上大岡店）の運営も手がける。

## 沿革
- 1991年 - 5月 資本金1,000万、従業員3名でリスト株式会社設立（当時の本社は横浜市中区山下町）
- 1995年 - 6月 本社を横浜市中区羽衣町（現在の本社所在地）に移転
- 2001年 - 10月 リストガーデンスクエアの運営を開始
- 2007年 - 横浜マリンタワーの再生事業者に選定される。
- 2016年 - ホールディングス経営に移行

## 関連会社
- リストインターナショナルリアルティ (List International Realty) - 旧：リスト サザビーズ インターナショナル リアルティ (List Sotheby's International Realty)
- リストデベロップメント (List Development)
- リストホームズ (List Homes)
- リストアセットマネジメント (List Asset Management)
- リストコンストラクション (List Construction)
- リストプロパティーズ (List Properties)

## 一戸建て分譲地
- 保土ヶ谷ヒロック
- プリーザント保土ヶ谷
- グリーンヒル保土ヶ谷
- グリーンフロント保土ヶ谷
- リストガーデン長津田みなみ台
- リストガーデン湘南六浦空の街
- リストガーデン本郷台
- リストガーデン中田ヴィレッジ
- リストガーデン市沢
- リストガーデン東寺尾
- リストガーデン保土ヶ谷
- ブリーズガーデン横濱みはらしの丘
- ブリーズガーデン横濱ベイサイド
- ブリーズガーデン上倉田
- ブリーズガーデン青葉台
- フォレストタウン北山田